# Релігія в Албанії

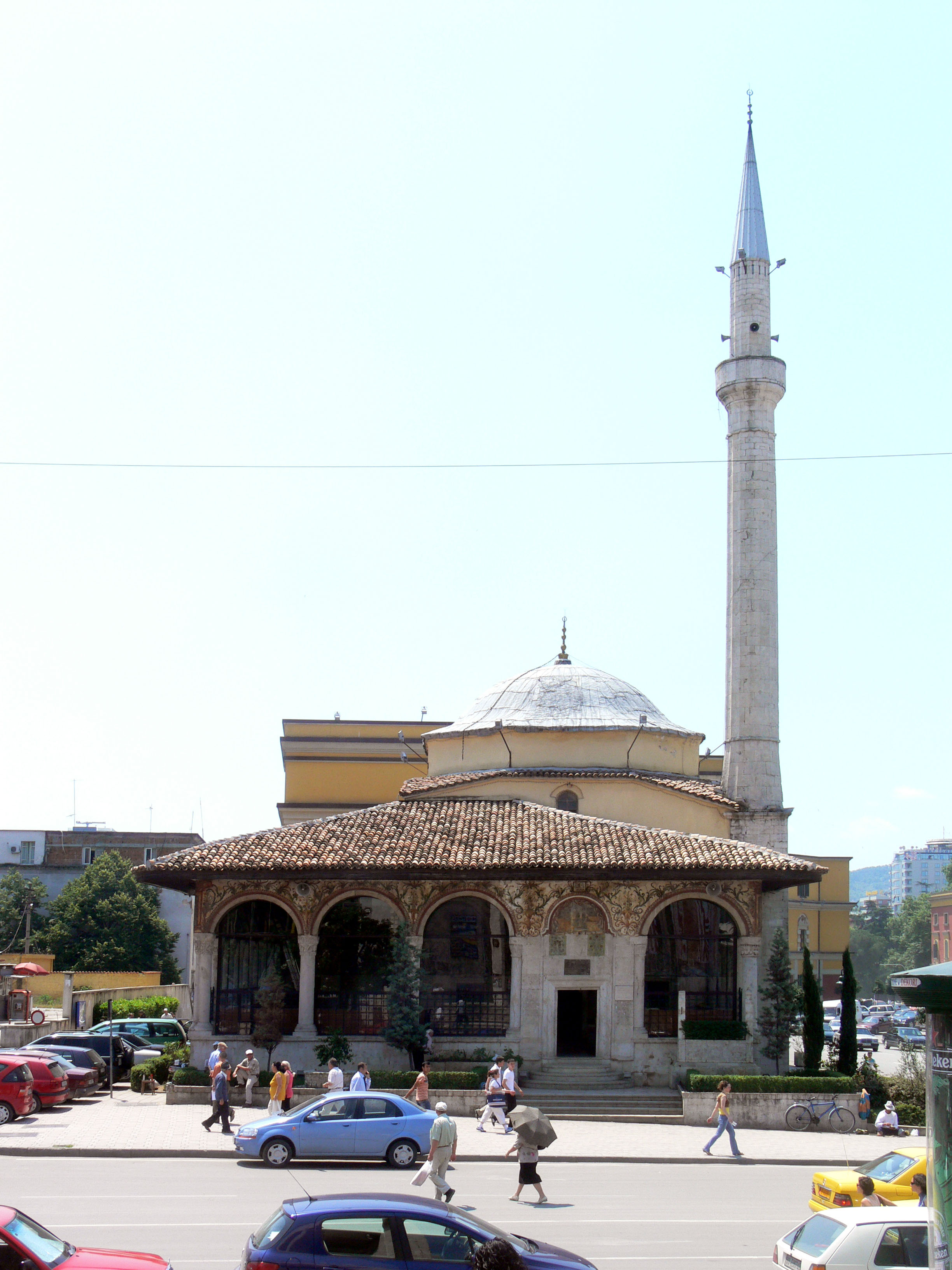
Мечеть Ефем Бей у Тирані

За даними перепису населення у 2011 році, 58,79 % населення в Албанії дотримується ісламу, що робить її найбільшою релігією в країні. Більшість з них є мусульманами-сунітами, однак також присутня шиїтська меншість. Християнство сповідують 16,99 % населення, що робить їх другою за величиною релігією в країні (в основному — католицизм та православ'я). Решта населення або не релігійне або належить до інших релігійних груп.